# Jeshbab lo Scriba
Jeshbab lo Scriba (o Yeshbab lo Scriba, in ebraico ישבב הסופר ‎?, Yishvav ha-Sofer) (Israele, II secolo – ...) è stato un rabbino ebreo antico, saggio Tanna della 3ª generazione (80 - 110 e.v.), discepolo di Joshua ben Hananiah e collega di Rabbi Akiva.
Jeshbab era un uomo benevolo e generoso, e aveva dato tutta la sua proprietà ai bisognosi, un'azione che non riuscì molto gradita ai suoi colleghi. Infatti, una volta aveva cercato di dar via un quinto dei suoi beni ai poveri, ma Rabbi Akiva ben Joseph non glielo aveva permesso.
Jeshbab viene annoverato tra i "Dieci Martiri".